# Toulouse metropolisz

Elhelyezkedése Haute-Garonne megyében

Toulouse metropolisz (franciául: Toulouse Métropole) a franciaországi metropoliszok egyike, a francia községközi társulási rendszer (intercommunalité) része.
Franciaország déli részén, Okcitánia régió Haute-Garonne megyéjében helyezkedik el. Toulouse-t és a város vonzáskörzetének további 36 községét foglalja magába. 
2015. január 1-jén jött létre az addigi „Toulouse városközösség” (communauté urbaine de Toulouse) átalakításával.
Népessége 818 491 fő volt 2021-ben, ebből 504 078 fő Toulouse-ban élt. Területe 458,2 km2. Igazgatási központja Toulouse-ban van.

## Községek
A metropoliszt az alábbi 37 község alkotja:
1. Aigrefeuille
2. Aucamville
3. Aussonne
4. Balma
5. Beaupuy
6. Beauzelle
7. Blagnac
8. Brax
9. Bruguières
10. Castelginest
11. Colomiers
12. Cornebarrieu
13. Cugnaux
14. Drémil-Lafage
15. Fenouillet
16. Flourens
17. Fonbeauzard
18. Gagnac-sur-Garonne
19. Gratentour
20. Launaguet
21. Lespinasse
22. Mondonville
23. Mondouzil
24. Mons
25. Montrabé
26. Pibrac
27. Pin-Balma
28. Quint-Fonsegrives
29. Saint-Alban
30. Saint-Jean
31. Saint-Jory
32. Saint-Orens-de-Gameville
33. Seilh
34. Toulouse
35. Tournefeuille
36. L’Union
37. Villeneuve-Tolosane